# Platylabus abbreviatus
Platylabus abbreviatus là một loài tò vò trong họ Ichneumonidae.